# 小田渕駅
小田渕駅（おだぶちえき）は、愛知県豊川市小田渕町卯足にある名古屋鉄道名古屋本線の駅である。駅番号はNH03。

## 概要
日中1時間に2本の普通列車が停まり、6本の優等列車が通過する。曜日や時間帯にかかわらず、急行などの優等列車は1本も停車しない。ただし、平日朝には1つ名古屋寄りの国府駅で準急に種別変更する列車が1本設定されている（平日7:49発の犬山行きが該当）。
当駅に停車する列車は、名古屋方面（下り）は隣駅の国府駅で緩急接続を行っている一方、豊橋方面（上り）は伊奈駅止まりであり、その隣にある豊橋駅へ向かうには伊奈駅で優等列車に乗り換える必要がある。普通列車が伊奈駅止まりである経緯については、名古屋鉄道#路線の特徴を参照。
当駅で購入は不可能だが（豊橋駅、金山駅、名鉄名古屋駅で発売）「なごや特割2平日」・「なごや特別2土休日」利用可。
2021年5月22日のダイヤ改正により、土休日のみ名古屋方面から当駅への終電が30分以上繰り下がり、午前0時を過ぎるようになった（最終の普通国府行きが伊奈駅まで延長となり、国府駅で終着の特急から接続するようになったため）。

## 歴史
- 1934年（昭和9年）1月14日 - 愛知電気鉄道の駅として開業。
- 1935年（昭和10年）8月1日 - 名岐鉄道と愛知電気鉄道の合併により、名古屋鉄道の駅となる。
- 1967年（昭和42年）2月16日 - 無人化[4]。
- 2005年（平成17年）12月14日 - 自動改札、駅集中管理システム導入。「トランパス」供用開始。
- 2011年（平成23年）2月11日 - ICカード乗車券「manaca」供用開始。
- 2012年（平成24年）2月29日 - トランパス供用終了。

## 駅構造
4両編成対応の相対式ホーム2面2線を持つ地上駅で、駅舎は各ホームの豊橋寄りにある。駅集中管理システム（管理駅は国府駅）が導入された無人駅である。
改札内に互いのホームを行き来する通路は無い。
| 番線 | 路線          | 方向 | 行先                         |
| ---- | ------------- | ---- | ---------------------------- |
| 1    | NH 名古屋本線 | 下り | 東岡崎・金山・名鉄名古屋方面 |
| 2    | NH 名古屋本線 | 上り | 豊橋方面                     |

駅の前後は小河川を続けて渡る線形となっていることから、駅付近は築堤となっているため、当駅ホーム直下などに一般道がアンダークロスしている。

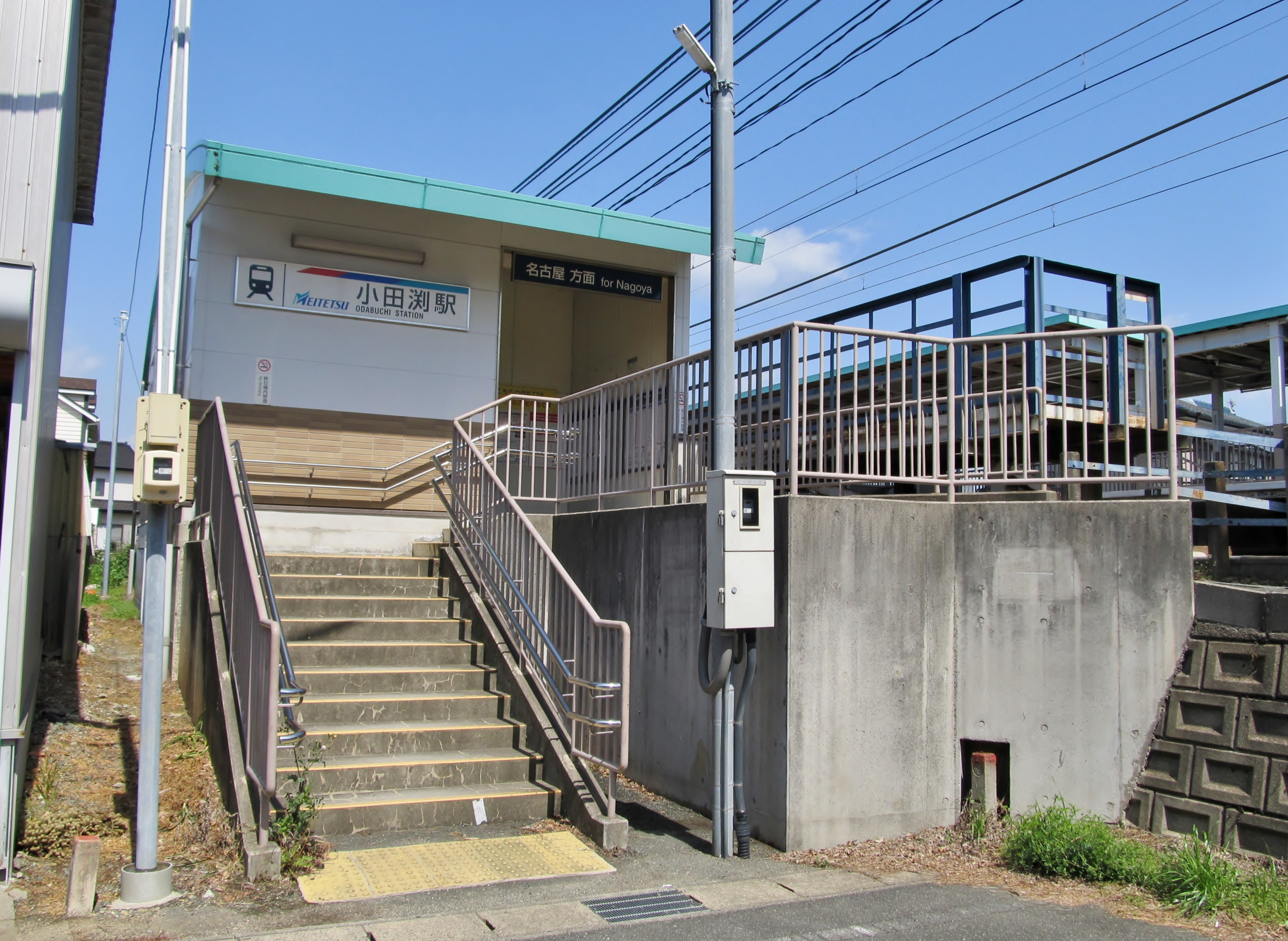
下り駅舎
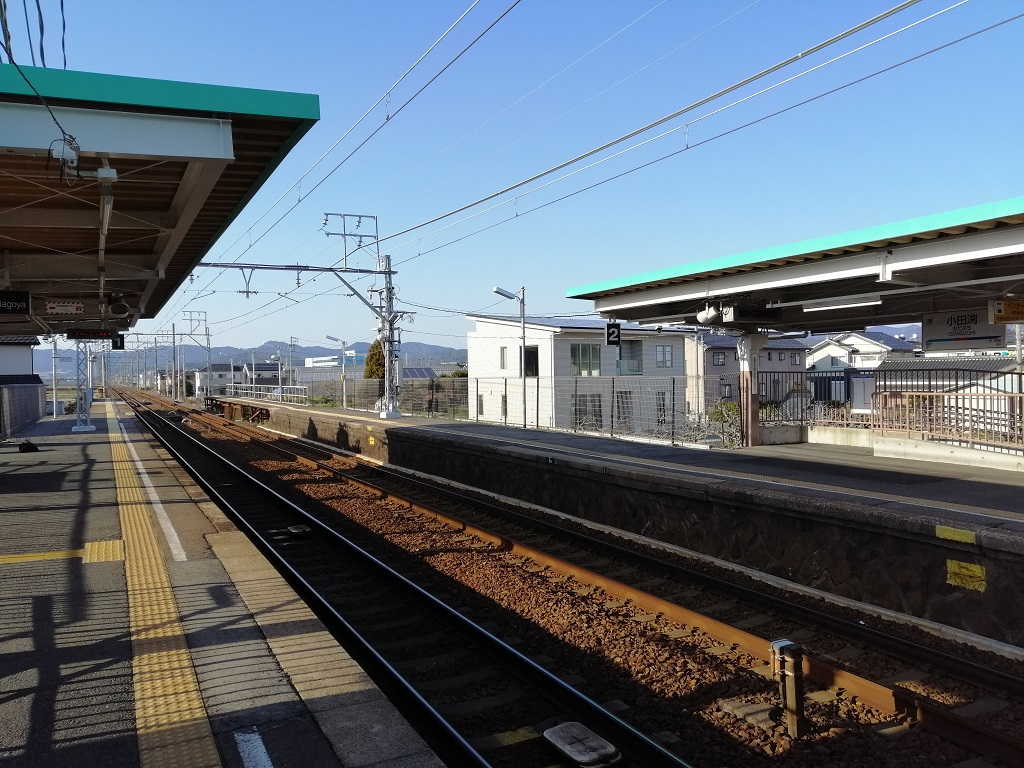
ホーム
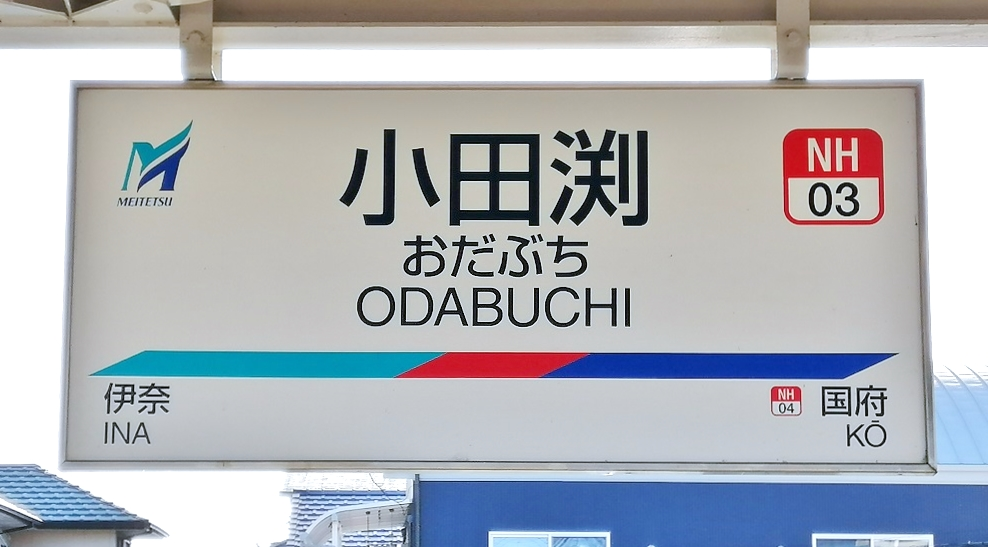
駅名標

### 配線図
| ← 豊橋方面 | 小田渕駅 構内配線略図 | → 東岡崎 ・名古屋方面 |
| 凡例 出典: |                       |                       |

## 利用状況
- 「移動等円滑化取組報告書」によれば、2023年度の1日平均乗降人員は531人である[1]。
- 『名鉄120年：近20年のあゆみ』によると2013年度当時の1日平均乗降人員は416人であり、この値は名鉄全駅（275駅）中267位、 名古屋本線（60駅）中60位であった[8]。
- 『名古屋鉄道百年史』によると1992年度当時の1日平均乗降人員は590人であり、この値は岐阜市内線均一運賃区間内各駅（岐阜市内線・田神線・美濃町線徹明町駅 - 琴塚駅間）を除く名鉄全駅（342駅）中268位、 名古屋本線（61駅）中58位であった[9]。

『愛知県統計書』、『愛知県統計年鑑』、『豊川市の統計』各号によると、一日平均乗車人員の推移は以下の通りである。
| 年                 | 乗車人員 | 乗車人員 | 備考                            |
| 年                 | 総数     | 定期     | 備考                            |
| ------------------ | -------- | -------- | ------------------------------- |
| 1949（昭和24）年度 | *296     |          | 期間は1949年5月 - 1950年4月末   |
| 1950（昭和25）年度 | *233     |          | 期間は1949年11月 - 1950年10月末 |
| 1951（昭和26）年度 | *309     |          | [ 12 ]                          |
| 1952（昭和27）年度 | 319      |          | [ 13 ]                          |
| 1953（昭和28）年度 | 237      |          | [ 14 ]                          |
| 1954（昭和29）年度 | 271      |          | [ 15 ]                          |
| 1955（昭和30）年度 | 261      |          | [ 16 ]                          |
| 1956（昭和31）年度 | 230      |          | [ 17 ]                          |
| 1957（昭和32）年度 | 282      |          | [ 18 ]                          |
| 1958（昭和33）年度 |          |          |                                 |
| 1959（昭和34）年度 |          |          |                                 |
| 1960（昭和35）年度 |          |          |                                 |
| 1961（昭和36）年度 |          |          |                                 |
| 1962（昭和37）年度 |          |          |                                 |
| 1963（昭和38）年度 |          |          |                                 |
| 1964（昭和39）年度 |          |          |                                 |
| 1965（昭和40）年度 |          |          |                                 |
| 1966（昭和41）年度 | 390      | *308     | [ 19 ]                          |
| 1967（昭和42）年度 | 370      | *317     | [ 19 ]                          |
| 1968（昭和43）年度 | 350      | *281     | [ 19 ]                          |
| 1969（昭和44）年度 | 300      | *242     | [ 19 ]                          |
| 1970（昭和45）年度 | 250      | *189     | [ 19 ]                          |
| 1971（昭和46）年度 |          |          |                                 |
| 1972（昭和47）年度 |          |          |                                 |
| 1973（昭和48）年度 |          |          |                                 |
| 1974（昭和49）年度 |          |          |                                 |
| 1975（昭和50）年度 |          |          |                                 |
| 1976（昭和51）年度 |          |          |                                 |
| 1977（昭和52）年度 |          |          |                                 |
| 1978（昭和53）年度 | 334      | 170      | [ 20 ]                          |
| 1979（昭和54）年度 | 339      | 164      | [ 21 ]                          |
| 1980（昭和55）年度 | 358      | 181      | [ 22 ]                          |
| 1981（昭和56）年度 | 362      | 164      | [ 23 ]                          |
| 1982（昭和57）年度 | 348      | 145      | [ 24 ]                          |
| 1983（昭和58）年度 | 352      | 144      | [ 25 ]                          |
| 1984（昭和59）年度 | 357      | 152      | [ 26 ]                          |
| 1985（昭和60）年度 | 330      | 145      | [ 27 ]                          |
| 1986（昭和61）年度 | 331      | 147      | [ 28 ]                          |
| 1987（昭和62）年度 | 315      | 137      | [ 29 ]                          |
| 1988（昭和63）年度 | 324      | 144      | [ 30 ]                          |
| 1989（平成元）年度 | 304      | 134      | [ 31 ]                          |
| 1990（平成02）年度 | 279      | 115      | [ 32 ]                          |
| 1991（平成03）年度 | 282      | 118      | [ 33 ]                          |
| 1992（平成04）年度 | 293      | 143      | [ 34 ]                          |
| 1993（平成05）年度 | 288      | 146      | [ 35 ]                          |
| 1994（平成06）年度 | 273      | 144      | [ 36 ]                          |
| 1995（平成07）年度 | 288      | 162      | [ 37 ]                          |
| 1996（平成08）年度 | 284      | 163      | [ 38 ]                          |
| 1997（平成09）年度 | 252      | 147      | [ 39 ]                          |
| 1998（平成10）年度 | 254      | 156      | [ 40 ]                          |
| 1999（平成11）年度 | 239      | 149      | [ 41 ]                          |
| 2000（平成12）年度 | 220      | 130      | [ 42 ]                          |
| 2001（平成13）年度 | 213      | 124      | [ 43 ]                          |
| 2002（平成14）年度 | 209      | 119      | [ 44 ]                          |
| 2003（平成15）年度 | 217      | 121      | [ 45 ]                          |
| 2004（平成16）年度 | 226      | 127      | [ 46 ]                          |
| 2005（平成17）年度 | 212      | 116      | [ 47 ]                          |
| 2006（平成18）年度 | 208      | 119      | [ 48 ]                          |
| 2007（平成19）年度 | 225      | 129      | [ 49 ]                          |
| 2008（平成20）年度 | 222      | 131      | [ 50 ]                          |
| 2009（平成21）年度 | 216      | 132      | [ 51 ]                          |
| 2010（平成22）年度 | 218      | 138      | [ 52 ]                          |
| 2011（平成23）年度 |          |          |                                 |
| 2012（平成24）年度 |          |          |                                 |
| 2013（平成25）年度 | 214      |          | [ 53 ]                          |
| 2014（平成26）年度 | 220      |          | [ 53 ]                          |
| 2015（平成27）年度 | 227      |          | [ 53 ]                          |
| 2016（平成28）年度 | 235      |          | [ 53 ]                          |
| 2017（平成29）年度 | 260      |          | [ 53 ]                          |

* 千人単位からの概算値
2つ先の豊橋駅に乗り換え無しで行けないなど不便であり、名古屋本線の駅では加納駅に次いで乗降客数が少ない。2013年度時点では最も少なかった。

## 駅周辺
- 国道1号
- 愛知県道496号白鳥豊橋線（旧 東海道）
- 愛知県道373号金野豊川線
- 豊川市立桜町小学校

## 隣の駅
名古屋鉄道
NH 名古屋本線
□快速特急・■特急・■急行・■準急
通過
■普通
伊奈駅（NH02） - 小田渕駅（NH03） - 国府駅（NH04）